# Amadigi
L'Amadigi è un poema pubblicato nel 1560 dal poeta Bernardo Tasso, padre di Torquato.

## Caratteri generali
Il poema (pubblicato nel 1560) è un raffinato lavoro di poesia, opera di un maestro quale era Tasso. La storia si ispira ad Amadigi di Gaula, romanzo spagnolo che narra le avventure e la storia d'amore del principe Amadigi.
L'opera fu dapprima composta in endecasillabi sciolti, e poi cambiata in ottava rima.
Rispetto all'originale spagnolo, Tasso apporta alcune modifiche. Per esempio introduce nuovi personaggi oltre al protagonista, onde non dar noia agli ascoltatori, secondo la tecnica dell'entrelacement, ampiamente usata nei poemi cavallereschi (Ariosto, Boiardo, eccetera).
Si dice infatti che il poeta, redatti alcuni canti del suo poema riguardo ad un solo personaggio, li stesse declamando in corte; vedendo che quasi tutti annoiati se n'erano andati dalla sala pensa di ravvivare la vicenda con altri personaggi.
Introduce così il celebre personaggio di Floridante, ripreso poi dallo stesso poeta ed eletto quale protagonista di una nuova omonima opera, rimasta incompiuta, finita e pubblicata dal figlio Torquato. Interessante il fatto anche che al momento del suo inizio il poema doveva essere dedicato al committente, ma in seguito al cambiamento di signore di cui era al servizio il poeta, Tasso dovette cambiare la dedica e ogni riferimento alla committenza presente nel testo.
L'Amadigi si compone di cento canti (ognuno di circa ottanta ottave) e, secondo i desideri del poeta, ognuno di questi canti avrebbe dovuto aprirsi con la descrizione dell'alba e chiudersi con la descrizione della notte.
Si dice che il poema sia un'opera di transizione fra i modelli cavallereschi del tempo e il Rinaldo del figlio Torquato.

## Diffusione e riconoscimenti
L'Amadigi fu stampato e diffuso nel XVI secolo e il poeta ne ricevette fama e onore, anche se alcuni gli si scagliarono contro, come gli accademici della crusca.
Il poema venne difeso da Torquato Tasso, figlio del poeta, nella sua Apologia in difesa della Gerusalemme Liberata (non si dimentichi che anche a Torquato furono mosse critiche concernenti il suo capolavoro).
In tale scritto, Torquato compie un'attenta analisi del poema paterno e lo eleva sul piano del grande Orlando Furioso, ponendolo così al di sopra dell'Orlando innamorato e soprattutto del Morgante, ritenuti da lui inferiori.